# Фаулер (Мічиган)
Фаулер (англ. Fowler) — селище (англ. village) в США, в окрузі Клінтон штату Мічиган. Населення — 1226 осіб (2020).

## Географія
Фаулер розташований за координатами 43°0′14″ пн. ш. 84°44′30″ зх. д. / 43.00389° пн. ш. 84.74167° зх. д. (43.003991, -84.741698).  За даними Бюро перепису населення США в 2010 році селище мало площу 3,48 км², з яких 3,42 км² — суходіл та 0,07 км² — водойми.

## Демографія
Згідно з переписом 2010 року, у селищі мешкало 1208 осіб у 451 домогосподарстві у складі 319 родин. Густота населення становила 347 осіб/км².  Було 488 помешкань (140/км²).
Расовий склад населення:
| - 98,1 % — білих - 0,7 % — азіатів - 0,4 % — чорних або афроамериканців |

До двох чи більше рас належало 0,6 %. Частка іспаномовних становила 2,5 % від усіх жителів.
За віковим діапазоном населення розподілялося таким чином: 29,7 % — особи молодші 18 років, 53,0 % — особи у віці 18—64 років, 17,3 % — особи у віці 65 років та старші. Медіана віку мешканця становила 36,1 року. На 100 осіб жіночої статі у селищі припадало 102,7 чоловіків;  на 100 жінок у віці від 18 років та старших — 94,3 чоловіків також старших 18 років.
Середній дохід на одне домашнє господарство  становив 67 196 доларів США (медіана — 54 844), а середній дохід на одну сім'ю — 78 449 доларів (медіана — 76 641). Медіана доходів становила 45 962 долари для чоловіків та 42 778 доларів для жінок. За межею бідності перебувало 9,5 % осіб, у тому числі 14,7 % дітей у віці до 18 років та 2,1 % осіб у віці 65 років та старших.
Цивільне працевлаштоване населення становило 562 особи. Основні галузі зайнятості: освіта, охорона здоров'я та соціальна допомога — 23,1 %, публічна адміністрація — 10,5 %, виробництво — 10,1 %, роздрібна торгівля — 9,8 %.